# 陳伯友
陳 伯友（ちん はくゆう、1565年 - 1628年）は、明代の官僚。字は仲恬、号は旭窓。本貫は済寧州。弟は陳仲翕。

## 生涯
1601年（万暦29年）、進士に及第した。行人に任じられた。1611年（万暦39年）、刑科給事中に抜擢された。河南巡撫の李思孝を弾劾して罷免させた。鄒之麟が科挙試験場の不正を調査するよう求めた件や、宦官の彭進朝が駙馬の冉興譲を辱めた事件について、伯友は法のとおりに処するよう求めた。また楚宗英嫶・蘊鈁や満朝薦・王邦才らの釈放を求めたが、万暦帝に聞き入れられなかった。1613年（万暦41年）、熊廷弼が荊養喬に弾劾されると、伯友は李成名らとともに調査と審問にあたった。時政四事を上疏したが、その上奏文は内官に握られて万暦帝に届かなかった。ほどなく服喪のため官を去った。喪が明けても、明の朝廷では東林党を排斥する議論が多数を占めていたため、伯友は出仕しなかった。
1618年（万暦46年）、河南副使に任じられた。1624年（天啓4年）、太常寺卿に転じ、太常寺少卿の事務をつとめた。楊漣が魏忠賢の二十四大罪を弾劾すると、伯友も胡世賞らとともに魏忠賢を訴える上疏をおこなった。1625年（天啓5年）12月、東林党におもねっていると御史の張枢に弾劾され、官爵を剥奪された。1628年（崇禎元年）、もとの官に復帰するよう崇禎帝の命が下ったが、任につく前に死去した。享年は64。
著書に『尽心編』1巻・『証語』2巻・『海鴎居日識』2巻があった。

## 子女
- 陳扆箴
- 陳扆銘